# Winklbach
Der Winklbach ist ein Fließgewässer im bayerischen Landkreis Rosenheim. Er entsteht in Rohrdorf, auf historischen Karten auch noch als Ableitung aus der Rohrdorfer Achen ersichtlich, fließt durch den Neubeurer Ortsteil Winkl, bevor er schließlich von rechts in den Sailerbach mündet.
Im Gewässer sollen Bachforelle und Döbel vorhanden sein.